# André Noyelle
André Noyelle (Ieper, 29 november 1931 – Poperinge, 4 februari 2003) was een Belgisch wielrenner die prof was van  1953 tot 1966. Zijn grootste succes kende hij in 1952 toen hij met grote voorsprong de olympische wegrit in Helsinki won en zo de eerste Belgisch olympisch kampioen wielrennen op de weg werd. Na zijn carrière had Noyelle een fietsenzaak te Ieper.

## Belangrijkste overwinningen
1952
- Olympisch Kampioen op de weg in Helsinki
- Olympisch Kampioenschap per ploeg op de weg in Helsinki. De tijden van de 3 best geklasseerde renners per land van de individuele wegwedstrijd werden bij elkaar opgeteld.

1957
- 2e etappe deel a Dwars door Vlaanderen
- Roubaix - Cassel - Roubaix

1959
- GP Fourmies

1961
- Roubaix - Cassel - Roubaix
- GP Raf Jonckheere

1964
- GP Pino Cerami

1965
- GP Raf Jonckheere

## Resultaten in voornaamste wedstrijden
| Jaar | Ronde van Italië | Ronde van Frankrijk | Ronde van Spanje |
| ---- | ---------------- | ------------------- | ---------------- |
| 1954 |                  |                     |                  |
| 1955 |                  |                     |                  |
| 1956 |                  |                     | opgave           |
| 1957 |                  |                     |                  |
| 1958 |                  |                     |                  |
| 1959 |                  |                     |                  |
| 1960 |                  |                     |                  |
| 1961 |                  |                     |                  |
| 1962 |                  |                     |                  |
| 1963 |                  |                     |                  |
| 1964 |                  |                     |                  |

| Jaar | Milaan-San Remo | Gent-Wevelgem | Ronde van Vlaanderen | Parijs-Roubaix | Luik-Bast.‑Luik | E3 Harelbeke | Waalse Pijl |
| ---- | --------------- | ------------- | -------------------- | -------------- | --------------- | ------------ | ----------- |
| 1954 |                 |               |                      |                |                 |              | 12e         |
| 1955 |                 | 4e            | 18e                  | 54e            |                 |              |             |
| 1956 | 103e            | 16e           |                      |                |                 |              |             |
| 1957 | 13e             | Zilver        |                      |                |                 |              | 15e         |
| 1958 | 107e            | 10e           |                      |                | 19e             | 4e           |             |
| 1959 |                 | 7e            |                      |                |                 |              |             |
| 1960 |                 |               | 31e                  | 39e            |                 | 8e           |             |
| 1961 |                 | 4e            | 29e                  | 18e            |                 | ↑            |             |
| 1962 |                 | 14e           |                      |                |                 |              |             |
| 1963 |                 | 5e            | 24e                  |                |                 |              |             |
| 1964 | 102e            | 11e           |                      |                |                 | 6e           | 4e          |

1896: Aristidis Konstantinidis · 
1912: Rudolph Lewis · 
1920: Harry Stenqvist · 
1924: Armand Blanchonnet · 
1928: Henry Hansen · 
1932: Attilio Pavesi · 
1936: Robert Charpentier · 
1948: José Beyaert · 
1952: André Noyelle · 
1956: Ercole Baldini · 
1960: Viktor Kapitonov · 
1964: Mario Zanin · 
1968: Pierfranco Vianelli · 
1972: Hennie Kuiper · 
1976: Bernt Johansson · 
1980: Sergej Soechoroetsjenkov · 
1984: Alexi Grewal · 
1988: Olaf Ludwig · 
1992: Fabio Casartelli · 
1996: Pascal Richard · 
2000: Jan Ullrich · 
2004: Paolo Bettini · 
2008: Samuel Sánchez · 
2012: Aleksandr Vinokoerov · 
2016: Greg Van Avermaet ·
2020: Richard Carapaz ·
2024: Remco Evenepoel
1912: Friborg, Malm, Persson, Lönn ·
1920: Souchard, Canteloube, Detreille, Gobillot ·
1924: Blanchonnet, Hamel, Wambst ·
1928: Hansen, Nielsen, Jørgensen ·
1932: Pavesi, Segato, Olmo ·
1936: Charpentier, Lapébie, Dorgebray ·
1948: Wouters, De Lathouwer, Van Roosbroeck ·
1952: Noyelle, Grondelaers, Victor ·
1956: Geyre, Moucheraud, Vermeulin
Wielerploegen van André Noyelle
Ambrosio ·
Bahamontes ·
Borcy ·
Bordin ·
Botella ·
Carizzoni ·
Clerici ·
Corrales ·
De Lathouwer ·
Decock ·
Derycke ·
Ernzer ·
van Est ·
Fornasari ·
Galdeano ·
Gaul ·
Gelabert ·
Graf ·
Hoevenaars ·
Hollenstein ·
Iturat ·
Kemp · 
Kerckhove ·
Keteleer ·
Luyten ·
Metra ·
Noyelle ·
Poblet ·
Ruiz ·
Schär ·
Schils ·
Schotte ·
Schroeders ·
Serra ·
Strehler ·
Van Der Helst ·
Van Looy ·
Vannitsen ·
Verhelst ·
Verplaetse ·
Vidaurreta
Andries ·
Baert ·
Bels ·
Blavier ·
Borgmans ·
Bosmans ·
Buysse ·
Claeys ·
De Backer ·
De Boever ·
De Laet ·
Demunster ·
De Pauw ·
De Pré ·
Deleye ·
Deloof ·
Demaer ·
Denys ·
Depover · 
Despeghel ·
Devoldere ·
Dewitte ·
Doom ·
Duerinckx ·
Dussault ·
Englebert ·
Ertveldt ·
Favre ·
Flecy ·
Gosselin ·
Gräser (tot 31/05) ·
Hanssen ·
Heye ·
Heyvaert ·
Hoevenaars ·
Hooberghs ·
Hubar ·
Huyskens ·
Janssen ·
Kennedy (tot 25/06) ·
Lamote ·
Laroy ·
Ledru ·
Luyten ·
Machiels (tot 05/06) ·
McLennan ·
Meuleman ·
Michiels ·
Moxhet (tot 05/05) ·
Murray ·
Noyelle ·
Nulens ·
Pascal ·
Patteeuw ·
Planckaert ·
Reyers ·
Rijckaert (tot 05/05) ·
Roman ·
Rosseel ·
Saelens ·
Schaeken ·
Schaerlaeckens ·
Schellenberg ·
Schepens ·
Schmidt ·
Soenens ·
Strehler ·
Terryn ·
Tressider ·
Truye ·
Tuytens ·
Uytterhaegen ·
Van de Wiele ·
Van Eckhoudt ·
Van den Broeck · 
Van Holsbeke ·
Van Kerckhove ·
Van Ryssel ·
Vandaele ·
Vandecaveye ·
Vandersmissen ·
Vanhoutte ·
Vanthournout ·
Van Tieghem ·
Verheyden ·
Verpaelt ·
Verplaetse ·
Volckaert ·
Wislet (tot 05/05) ·
Zen
Andries ·
Bar ·
Blavier ·
Borgmans ·
Bosmans ·
Buysse ·
De Boever ·
Demunster ·
De Pré ·
Debaar ·
Decock ·
Dekkers ·
Deloof ·
Demaer ·
Desmet ·
Dewitte ·
Doom ·
Duerinckx ·
Englebert ·
Grondelaers ·
Kennedy ·
Luyten ·
Martinato ·
Meuleman ·
Noyelle ·
Ongenae ·
Palmans ·
Planckaert ·
Roman ·
Rosseel ·
Schaeken ·
Schaerlaeckens ·
Schepens ·
Schmidt ·
Truye ·
Van de Wiele ·
Van D'Huynslager ·
Van den Brande ·
Van den Broeck · 
Van Wynsberghe ·
Vandaele ·
Vandecaveye ·
Vanthournout ·
Verheyden ·
Verpaelt
1928 Louis Crooy en Victor Groenen · 1929 Georges Ronsse · 1930 Hyacinthe Roosen · 1931 René Milhoux en Jules Tacheny · 1933 Jef Scherens · 1934 Union Sint-Gillis · 1935 Arnold de Looz-Corswarem · 1936 Ernest Demuyter · 1937 Joseph Mostert · 1938 Hubert Carton de Wiart · 1939 Henry de Menten de Horne · 1940 Fernande Caroen · 1941 Jan Guilini · 1942 Pol Braekman · 1943 Albert de Ligne · 1944 niet toegekend · 1945 vliegend personeel van de Belgische sectie van de Royal Air Force · 1946 Gaston Reiff · 1947 Micheline Lannoy en Pierre Baugniet · 1948 Etienne Gailly · 1949 Feru Moulin · 1950 Briek Schotte · 1951 Johny Claes en Jacques Ickx · 1952 André Noyelle · 1953 bemanning van het jacht Omoo (zeilsport) · 1954 Adolf Verschueren · 1955 Roger Moens · 1956 Gilberte Thirion · 1957 Jacky Brichant en Philippe Washer · 1958 René Baeten · 1959 Belgische hockeyploeg bij de mannen · 1960 Flory Van Donck · 1961 Rik Van Looy · 1962 Gaston Roelants · 1963 Aureel Vandendriessche · 1964 Joël Robert · 1965 Eerste Jachtwing van de Belgische Luchtmacht · 1966 Raymond Ceulemans · 1967 Ferdinand Bracke en Eddy Merckx · 1968 Jacky Ickx · 1969 Serge Reding · 1970 Freddy Herbrand · 1971 Miel Puttemans · 1972 Karel Lismont · 1973 Roger De Coster · 1974 Paul Van Himst · 1975 Jean-Pierre Burny · 1976 Ivo Van Damme · 1977 Gaston Rahier · 1978 RSC Anderlecht · 1979 Robert Van de Walle · 1980 Belgische voetbalploeg bij de mannen · 1981 Annie Lambrechts · 1982 Ingrid Berghmans · 1983 Eddy Annys · 1984 André Malherbe · 1985 niet toegekend · 1986 William Van Dijck · 1987 Ingrid Lempereur · 1988 Eric Geboers · 1989 Michel Preud'homme · 1990 Jan Ceulemans · 1991 Jean-Michel Saive · 1992 Annelies Bredael · 1993 Vincent Rousseau · 1994 Brigitte Becue · 1995 Frédérik Deburghgraeve · 1996 Johan Museeuw · 1997 Luc Van Lierde · 1998 Ulla Werbrouck · 1999 Gella Vandecaveye · 2000 Joël Smets · 2001 Kim Clijsters en Justine Henin · 2002 Marc Wilmots · 2003 Stefan Everts · 2004 Axel Merckx · 2005 Tom Boonen · 2006 Kim Gevaert en Tia Hellebaut · 2007 4x100m-estafetteploeg voor vrouwen · 2008 niet toegekend · 2009 Philippe Gilbert · 2010 Philippe Le Jeune · 2011 Kevin Borlée · 2012 Evi Van Acker · 2013 Frederik Van Lierde · 2014 Daniel Van Buyten · 2015 4x400m-estafetteploeg voor mannen · 2016 Nafissatou Thiam · 2017 David Goffin · 2018 Nina Derwael · 2019 Belgische hockeyploeg bij de mannen · 2020 Wout van Aert · 2021 Bashir Abdi · 2022 Remco Evenepoel · 2023 Bart Swings · 2024 Lotte Kopecky